# AR-15
ArmaLite AR-15 — самозарядна (напівавтоматична) гвинтівка на основі відведення газів, з перевідником вогню, повітряним охолодженням і живленням від магазина, яка вироблялася в Сполучених Штатах між 1959 і 1964 роками. Розроблена американським виробником зброї ArmaLite у 1956 році, і базувався на їхній же гвинтівці AR-10. ArmaLite AR-15 була розроблена як легка гвинтівка та стріляла новим високошвидкісним легким патроном малого калібру, аби надати піхотинцям можливість носити більше боєприпасів.
У 1959 році ArmaLite продала свої права на AR-15 компанії Colt через фінансові труднощі та обмеження пов'язані з нестачею робочої сили та виробничих потужностей. Після модифікацій (зокрема, руків'я зведення було переміщено з-під ручки для перенесення, як в AR-10, на задню частину ствольної коробки), Colt перейменував її на Colt 601, однак гвинтівка усе ще мала маркування ArmaLite через контрактні зобов’язання перед ArmaLite/Fairchild Aircraft Co. Colt продавав оновлену гвинтівку різним військовим службам по всьому світу, і врешті-решт, вона була прийнята на озброєння збройними силами США в січні 1962 року, а згодом у грудні 1963 року позначена, як гвинтівка M16, яка була запущена у виробництво у 1964 році.
Colt продовжував використовувати торгову марку AR-15 для своєї лінійки напівавтоматичних гвинтівок, які продаються цивільним особам і правоохоронним органам під маркою Colt AR-15. ArmaLite AR-15 є батьком різноманітних варіантів гвинтівок Colt AR-15 та M16.
Восени 2012 року стало відомо про плани підприємства «Зброяр» налагодити виробництво AR-10 та AR-15 на київському заводі «Маяк» під назвою MZ-10 та MZ-15 відповідно (MZ можливо свідчить про спільне виробництво Mayak-Zbroyar). Ця гвинтівка з'явилася на ринку як Зброяр Z-15.

## Історія
У жовтні 1954 року був створений підрозділ ArmaLite корпорації англ. Fairchild Engine and Airplane Corporation з Джорджем Салліваном на посту президента, Чарльз Дорчестер став директором виробництва, а Юджин Стоунер — головним інженером. Протягом 1956 року Стоунер подав заявки на патент винаходів, які згодом були використані в AR-10 і AR-15.
Варіант AR-15 для набоїв калібру .222 був створив Стоунер спільно з Робертом Фремонтом і Джимом Саліваном на основі зменшеної модифікації AR-10. В травні 1957 року Стоунер показав AR-15 в піхотній школі у Форт Беннінг, штат Джорджія. На випробуваннях AR-15 мала 6.1 збоїв на 1000 пострілів. Було вирішено, що AR-15 в перспективі може замінити M14. Також, було оцінено, що солдат спроможний нести 650 набоїв калібру .223, і лише 220 набоїв для M14. Однак, були виявлені недоліки в AR-15 при потраплянні води, а також через відсутність полум'ягасника.
19 лютого 1959 року ArmaLite продала ліцензію на AR-10 та AR-15 Colt's Manufacturing Company. Кольт придбав ліцензію за $75 000 плюс 4,5 % роялті з виробництва. Ексклюзивна ліцензія та патентні права були продані наприкінці 1961 року.
AR-10 не викликала інтересу клієнтів Кольта, натомість невеликі партії AR-15 були замовлені Австралією, Бірмою, Індією, Малайзією та Сингапуром. В травні того ж року дослідницький центр оприлюднив доповідь, в якій стверджувалось, що загін з 5—7 людей з AR-15 теоретично здатен вразити більше цілей, аніж загін 11 людей, озброєних M14.
В червні 1960 AR-15 була показана генералу ВПС Кертісу ЛеМею. Він пообіцяв сприяти вибору AR-15 як заміни карабіну M2.
Протягом 1961 року точились запеклі дискусії з приводу пропозиції ЛеМея придбати 80 000 одиниць AR-15.
В січні 1962 року ВПС США стандартизували AR-15 під маркуванням M16. В червні стали надходити доповіді з В'єтнаму, в яких AR-15 називалась найкращою гвинтівкою, яка обов'язково має замінити M1, M2 та BAR, і пістолет-кулемет Томпсона в загонах ARVN. Перше бойове застосування AR-15 відбулось загонами ARVN; вдруге військове застосування сталось під час індонезійсько-малайзійської конфронтації в Борнео в 1963 році, де вона була використана австралійськими спецпризначенцями.
У вересні 1963 року Армія США стандартизувала AR-15 як обмежений стандарт «rifle, 5.56mm, XM16E1». В листопаді був підписаний контракт з Кольтом вартістю $13 300 000 на виробництво 85 000 одиниць XM16E1 для армії та морської піхоти та 19 000 одиниць M16 для ВПС. До початку виробництва в конструкцію зброї було внесено 11 змін. Перед самим початком виробництва до XM16E1 був доданий механізм примусового вилучення куль (англ. bolt forward assist device). Контракт був декілька разів доповнений, остаточна кількість виготовлених гвинтівок склала 201 000 одиниць.

### В Україні
На початку 2010-х, виробництво AR-15 розпочало українське підприємство «Зброяр».
Наприкінці 2010-х, гвинтівки типу AR-15 стали найпопулярнішими самозарядними карабінами в Україні, зокрема через їхній широкий асортимент і великий вибір набоїв від різних виробників.

## Копії
«Клони» AR-15, серед інших, випускають компанії:
- Зброяр Z-15 (Україна)
- Heckler & Koch (Німеччина)
- Norinco (Китай)
- Oberland Arms
- Schmeisser

## Виноски
1. ↑  Префікс AR означає ArmaLite rifle[en] — "гвинтівка ArmaLite"[8][9].
2. ↑  Оригінальна AR-15 від ArmaLite унікальна серед усіх гвинтівок із назвою "AR-15" тим, що має перевідник вогню, та є автозарядною. Усі інші гвинтівки типу AR-15 є самозарядними та засновані на Colt AR-15, розробленій для цивільних[10][11][12].